# Наркотици
Наркотици су природне или синтетичке супстанце које делују као депресанти централног нервног система. Ове супстанце, које се називају дрогама, изазивају смањење бола и анксиозности и мењају расположење. Основни наркотик је опијум, из кога се добијају кодеин, морфин и хероин. Наркотици изазивају тешку зависност и ефекти дуже употребе могу угрозити психо-физичко здравље корисника, а често доводе и до смрти.